# ハビアー・バエズ
- ハビエル・バエス
- ハビエア・バイエズ

エドネル・ハビアー・バエズ（Ednel Javier Báez, 1992年12月1日 - ）は、プエルトリコのバヤモン出身のプロ野球選手（内野手）。右投右打。MLBのデトロイト・タイガース所属。愛称はハビー（Javy）、スペイン語で「魔術師」を意味するエル・マーゴ（El Mago）。
兄のローランド・アゴストも元プロ野球選手であり、サンディエゴ・パドレス傘下で2年間プレーした。

## 経歴

### プロ入り前
プエルトリコで生まれ育ち、2005年に妹が二分脊椎症の治療を受けるための渡米で母親と3人の兄弟とフロリダ州に移住してきた。プエルトリコの頃に父親から様々なスポーツを教わり、兄弟は中でも野球に興味を持った。中学時代は英語が話せないため、馴染むのに苦労したという。アメリカではフロリダ州ジャクソンビルのアーリントン・カントリー・デイ・スクールで本格的に野球を始めた。当初コーチの評価は高くなかったが、2年生のときに25試合で打率.463、13本塁打を記録し、アフラック・オールアメリカンで高い評価を得た。3年生では30試合で打率.771、22本塁打の成績を残した。守備位置は定まらず、内野から外野、捕手までこなした。

### プロ入りとカブス時代

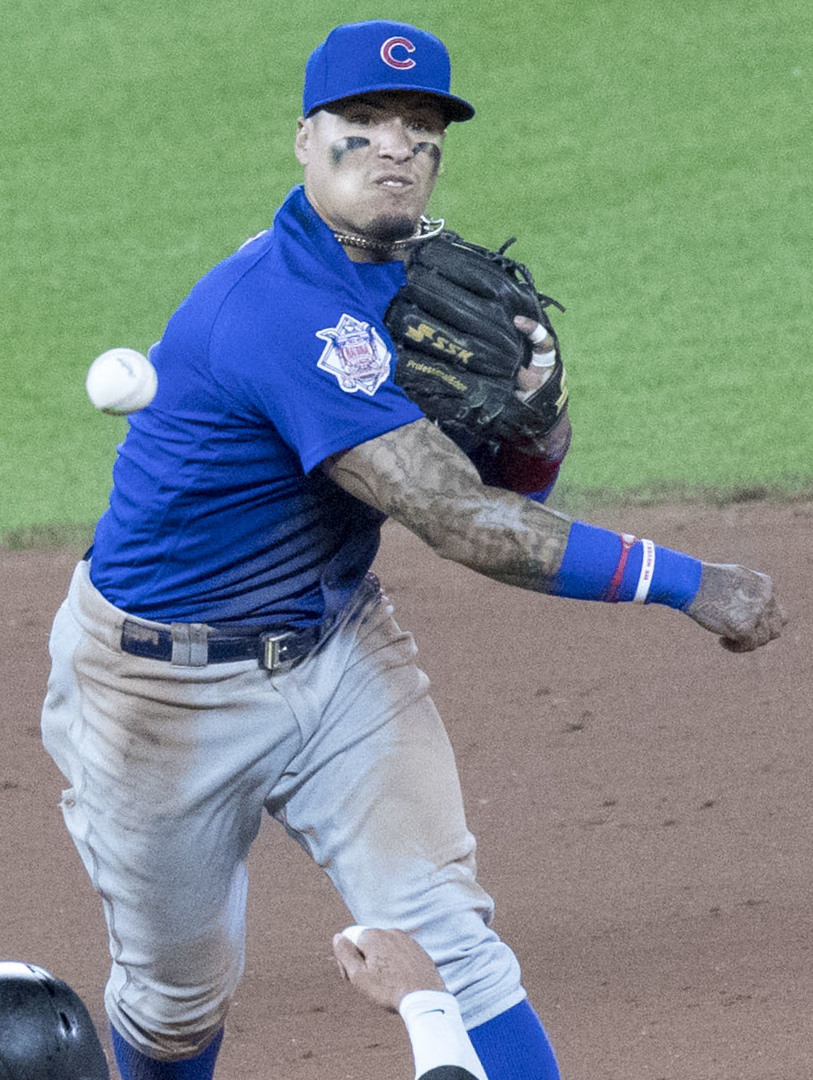
シカゴ・カブス時代
（2017年7月15日）

2011年のMLBドラフト1巡目（全体9位）でシカゴ・カブスから指名され、契約期限日の8月15日に契約金270万ドルで契約。ルーキー級アリゾナリーグ・カブスで3試合に出場後、8月30日にA-級ボイシ・ホークスへ昇格し、2試合に出場した。
2012年はメジャーのスプリングトレーニングに参加し、1試合に出場した。A級ピオリア・チーフスで開幕を迎え、57試合に出場。打率.333、12本塁打、33打点、20盗塁を記録した。8月4日にA+級デイトナ・カブスへ昇格。23試合に出場して打率.188、4本塁打、13打点、4盗塁を記録した。オフにカブス傘下所属のマイナー選手によるオールスターチームに遊撃手として選出され、ベースボール・アメリカによるミッドウェストリーグのトッププロスペクト20では1位に選ばれた。アリゾナ・フォールリーグにも参加し、メサ・ソーラーソックスに加入。14試合に出場して打率.250、4本塁打、16打点、3盗塁を記録した。
2013年もメジャーのスプリングトレーニングに参加。17試合に出場して打率.298、4本塁打、10打点、1盗塁を記録した。3月16日には第3回WBC日本代表の強化試合にカブスのメンバーとして出場。「2番・遊撃手」として先発起用され、7回裏に大隣憲司から本塁打を放った。この年はA+級デイトナとAA級テネシー・スモーキーズでプレー。AA級テネシーでは54試合に出場。打率.294、20本塁打、54打点、8盗塁と活躍し、サザンリーグのポストシーズン・オールスターチームに選出された。9月12日にはベースボール・アメリカのマイナーリーグ・オールスターチームに指名打者として選出され、9月13日にはカブスのマイナー最優秀選手に選ばれた。10月には2年連続2度目となるカブス傘下のオールスターチームに遊撃手として選出された。10月28日のMiLBYアワードの「ゲーム・オブ・ザ・イヤー」部門では、バエズが4打数4安打、4本塁打、7打点を記録した、6月10日のデイトナ・カブス対フォートマイヤーズ・ミラクル戦が選出された。
2014年も3年連続でメジャーのスプリングトレーニングに参加。18試合に出場して打率.264、5本塁打、5打点、2盗塁を記録した。メジャー契約を結ぶことなく、AAA級アイオワ・カブスで開幕を迎えた。カブスにはデビューから不動の正遊撃手として活躍しているスターリン・カストロがいるため二塁手や三塁手にも挑戦し、AAA級アイオワでは104試合に出場。打率.260、23本塁打、80打点、16盗塁を記録した。7月にはフューチャーズゲームに選出された。8月5日にカブスとメジャー契約を結び、同日のコロラド・ロッキーズ戦でメジャーデビュー。「2番・二塁手」として先発起用され、延長12回表の6打席目にブーン・ローガンからメジャー初安打初打点となる勝ち越しの本塁打を放ち、チームの勝利に貢献した。その後は2塁手として先発起用されていたが、8月21日に正遊撃手のカストロが忌引リスト入りしたため、遊撃手へ転向。8月26日にカストロが復帰し、バエズは二塁に復帰したが、9月3日にカストロが左足首を故障したため、バエズはシーズン終了まで遊撃を守ることとなった。この年メジャーでは52試合に出場して打率.169、9本塁打、20打点、5盗塁を記録した。
2015年3月5日にカブスと1年契約に合意。3月30日にAAA級アイオワへ異動し、そのまま開幕を迎えた。AAA級アイオワでは70試合に出場して打率.324、13本塁打、61打点、17盗塁と好成績を記録したが、メジャー1年目のアディソン・ラッセルが正二塁手として活躍していたため、なかなか昇格できず、ロースターが拡大した9月1日にようやくメジャーへ昇格。昇格後は二塁・遊撃・三塁を守ったが、定位置を確保することはできなかった。この年メジャーでは28試合に出場して打率.289、1本塁打、4打点、1盗塁を記録した。チームはセントルイス・カージナルスとの地区シリーズに出場し、バエズはロースター入りを果たした。10月12日の第3戦で、走塁中に負傷したラッセルの代走として途中出場し、2打数2安打を記録。第4戦はラッセルに代わり「9番・遊撃手」として先発起用。1点ビハインド・2回裏二死一・二塁の場面で、ジョン・ラッキーから逆転3点本塁打を放った。チームはニューヨーク・メッツとのチャンピオンシップシリーズへ進出し、バエズはラッセルの代役としてロースターに登録された。10月17日の第1戦から「7番・遊撃手」として先発起用され、この日は1安打を記録したものの、第2戦は2打数2三振を喫し、6回表に交代。第3戦・4戦も先発起用されたが、無安打に終わり、このシリーズは10打数1安打と結果を残せず、チームも敗退した。
2016年は自己最多となる142試合に出場し、打率.273、14本塁打、59打点の成績だった。10月7日、サンフランシスコ・ジャイアンツとの地区シリーズ第1戦で8回裏にジョニー・クエトから先制のソロ本塁打を放ち、チームはこの1点を守り切って1-0で勝利した。カブスにとって、プレーオフにおいての1-0での勝利は1906年のシカゴ・ホワイトソックスとのワールドシリーズ第4戦以来、110年ぶりのことであった。カブスが2勝1敗とリーグチャンピオンシップシリーズ進出に王手をかけて迎えた10月11日の第4戦では9回表、2-5のビハインドから同点に追いついて迎えた一死二塁の場面で、ジャイアンツ6番手のハンター・ストリックランドから決勝の適時打を放ち、チームはリーグチャンピオンシップシリーズへ進出した。10月15日、ロサンゼルス・ドジャースとのチャンピオンシップシリーズ第1戦において、カブス2点リードの2回裏に3点目となる本盗を成功させた。カブスにおいて、プレーオフにおいての本盗成功は1907年のデトロイト・タイガースとのワールドシリーズでのジミー・スレイガル以来、109年ぶりのことであった。バエズはまた、プレーオフにおいて本盗を成功させたメジャー19人目の選手となった。このシリーズでは6試合で打率.318、5打点の活躍を見せ、同僚のジョン・レスターと共にMVPに選出された。オフの12月5日に第4回ワールド・ベースボール・クラシックのプエルトリコ代表に選出された。
2017年はシーズン開幕前に選出されていた第4回WBCに参加。3月22日の決勝アメリカ合衆国戦に敗戦し、2大会連続で準優勝となった。大会最優秀二塁手となった。シーズンでは二塁手（573イニング）および遊撃手（503イニング）として起用された。打撃面は打率.273、23本塁打、75打点だった。ポストシーズンでは打撃不振に陥り、NLCSの第3戦まで23打数無安打を喫した。第5戦で2本のソロ本塁打を放ったが、第6戦でも無安打に終わり、チームも敗退した。
2018年4月10日、11日のピッツバーグ・パイレーツ戦で2試合連続2本塁打を放った。5月19日のシンシナティ・レッズ戦では、相手投手のアミール・ギャレットがバエズから三振を取った際に彼に向けてガッツポーズをしたことで乱闘になった。前半戦を打率.292、19本塁打、72打点の好成績で折り返し、オールスターゲームおよび本塁打競争に初選出された。最終成績は打率.290、34本塁打、111打点、21盗塁。打点はリーグトップで、打点王のタイトルを獲得した。シーズンMVP投票で2位に入った。
2019年は5月18日まで打率.324を記録していたが、同19日に踵を負傷して途中交代。2日後に復帰するも以後は調子を落とし、9月1日のミルウォーキー・ブルワーズ戦で二盗を試みてヘッドスライディングをした際に左手親指の剥離骨折を負った。同19日に復帰したが、代走や代打での出場のみで終わった。最終成績は138試合で打率.281、29本塁打、85打点だった。オフの10月21日に「MLB The Show 20」のカバーを務めることが発表された。
2020年は新型コロナウイルスの感染拡大の影響で60試合の短縮シーズンとなる中、222打数で打率.203、出塁率.238、長打率.360で、ナショナルリーグでワーストの出塁率を記録した。自身はヒューストン・アストロズのサイン盗み騒動に関連しMLBが実施した試合中のビデオ視聴禁止が打席での不振の原因だと思っている。また「正直なところ、最悪だ。というのも、試合中に自分のスイングを見て、ボールがどこに行ったかそしてどこで当たったかを見て調整しているからだ。怒っている。試合中のビデオ視聴ができないことに本当に怒っている。」とも語っている。

### メッツ時代
2021年7月30日にピート・クロウ＝アームストロングとのトレードで、トレバー・ウィリアムズと共にニューヨーク・メッツへ移籍した。移籍当初は打率1割台と苦しみ、本拠地シティ・フィールドのメッツファンからブーイングを受けていたが、これに対抗して、8月29日のワシントン・ナショナルズ戦で本塁打を放った際にファンに向けてブーイングのジェスチャーを見せ、親友のフランシスコ・リンドーアらチームメイトにも広まった。この行動は物議を醸し、球団社長のサンディー・アルダーソンからも批判されたが、31日のマイアミ・マーリンズ戦の試合前の取材でファンへ謝罪し、この試合の9回裏にサヨナラ勝ちとなる生還を果たし、メッツファンから大歓声を浴びた。この年は移籍前と合わせて138試合に出場して打率.265、31本塁打、87打点の成績を記録したが、リーグ最多の184三振を喫した。オフの11月3日にFAとなった。

### タイガース時代
自身の誕生日であった2021年12月1日にデトロイト・タイガースと6年総額1億4000万ドルの契約を結んだ。オプションとして10球団に対するトレード拒否権と、2023年のシーズン終了後に契約を破棄してFAになれるオプトアウトの権利が含まれる。
2022年4月11日のレッドソックス戦の8回にライアン・ブレイジアから移籍後初本塁打を記録した。この年は144試合に出場して、打率.238、17本塁打、67打点、OPS.671を記録した。
2023年はシーズン開幕前の3月に開催された第5回WBCのプエルトリコ代表に選出され、2大会連続2度目の選出を果たした。シーズンでは6月21日のロイヤルズ戦で通算1000本安打を達成した。この年は136試合に出場して、打率.222、9本塁打、59打点、OPS.593と前年よりも低調だった。
2024年も調子は上がず、8月に股関節の手術を受けて残りのシーズンを欠場した。この年は80試合に出場し、打率.184、6本塁打、37打点、OPS.515と前年よりも更に成績を下げた。
2025年は前年の欠場中にトレイ・スウィーニーが遊撃手として台頭したために三塁手や中堅手としての出場が検討され、実際に4月21日のサンディエゴ・パドレス戦で中堅手として初めて先発出場した。打撃面においても復活を果たし、2019年以来となるオールスターゲームに外野手として選出された。

## 選手としての特徴
打点王を獲得するなど勝負強い打撃が持ち味である一方、三振が多く四球が少ないフリースインガーであり、好不調の波が激しい。
守備では主に遊撃手を務め、強肩と広い守備範囲を誇る。二盗阻止の際に捕手の送球をキャッチした後、顔を捕手の方に向けたまま、走者を見ずにタッチしてアウトにするのが得意。

## 人物
同じくMLB選手のフランシスコ・リンドーアとは昔からの友人である。2011年のドラフトでは指名順が連続しており（全体9位と8位）、2016年のワールドシリーズで対戦した。また、プエルトリコ代表において二遊間を組んでおり、2021年途中はメッツでチームメイトとなった。
2015年4月8日に妹のノエリーが二分脊椎症のため逝去した。当時AAA級アイオワに所属していたハビアーは葬儀に参列するため一時離脱した。
利き手は左手であり、日常生活では左手を使う。これが時折プレーでも役立っている。相手投手が野手のときは左打席に入ることもあり、2020年9月25日のシカゴ・ホワイトソックス戦ではヨルマー・サンチェスから二塁打を放った。
愛称のエル・マーゴ（El Mago）は、スペイン語で「魔術師」を意味する。
2018年4月11日に婚約したことを自身のSNSで公表し、2019年1月26日にプエルトリコのサンフアンで結婚した。2018年6月には第一子（長男）が誕生している。妻の妹は同じくMLB選手のホセ・ベリオスと結婚している。

## 詳細情報

### 年度別打撃成績
| 年 度     | 球 団     | 試 合 | 打 席 | 打 数 | 得 点 | 安 打 | 二 塁 打 | 三 塁 打 | 本 塁 打 | 塁 打 | 打 点 | 盗 塁 | 盗 塁 死 | 犠 打 | 犠 飛 | 四 球 | 敬 遠 | 死 球 | 三 振 | 併 殺 打 | 打 率 | 出 塁 率 | 長 打 率 | O P S |
| --------- | --------- | ----- | ----- | ----- | ----- | ----- | -------- | -------- | -------- | ----- | ----- | ----- | -------- | ----- | ----- | ----- | ----- | ----- | ----- | -------- | ----- | -------- | -------- | ----- |
| 2014      | CHC       | 52    | 229   | 213   | 25    | 36    | 6        | 0        | 9        | 69    | 20    | 5     | 1        | 0     | 0     | 15    | 0     | 1     | 95    | 5        | .169  | .227     | .324     | .551  |
| 2015      | CHC       | 28    | 80    | 76    | 4     | 22    | 6        | 0        | 1        | 31    | 4     | 1     | 2        | 0     | 0     | 4     | 1     | 0     | 24    | 0        | .289  | .325     | .408     | .733  |
| 2016      | CHC       | 142   | 450   | 421   | 50    | 115   | 19       | 1        | 14       | 178   | 59    | 12    | 3        | 1     | 2     | 15    | 3     | 11    | 108   | 8        | .273  | .314     | .423     | .737  |
| 2017      | CHC       | 145   | 508   | 469   | 75    | 128   | 24       | 2        | 23       | 225   | 75    | 10    | 3        | 6     | 2     | 30    | 15    | 1     | 144   | 10       | .273  | .317     | .480     | .796  |
| 2018      | CHC       | 160   | 645   | 606   | 101   | 176   | 40       | 9        | 34       | 336   | 111   | 21    | 9        | 1     | 4     | 29    | 8     | 5     | 167   | 10       | .290  | .326     | .554     | .881  |
| 2019      | CHC       | 138   | 561   | 531   | 89    | 149   | 38       | 4        | 29       | 282   | 85    | 11    | 7        | 0     | 2     | 28    | 3     | 0     | 156   | 16       | .281  | .316     | .531     | .847  |
| 2020      | CHC       | 59    | 235   | 222   | 27    | 45    | 9        | 1        | 8        | 80    | 24    | 3     | 0        | 0     | 2     | 7     | 0     | 4     | 75    | 8        | .203  | .238     | .360     | .599  |
| 2021      | CHC       | 91    | 361   | 335   | 48    | 83    | 9        | 2        | 22       | 162   | 65    | 13    | 3        | 0     | 0     | 15    | 1     | 7     | 131   | 7        | .248  | .292     | .484     | .775  |
| 2021      | NYM       | 47    | 186   | 167   | 32    | 50    | 9        | 0        | 9        | 86    | 22    | 5     | 2        | 0     | 0     | 13    | 1     | 6     | 53    | 5        | .299  | .371     | .515     | .886  |
| '21計     | NYM       | 138   | 547   | 502   | 80    | 133   | 18       | 2        | 31       | 248   | 87    | 18    | 5        | 0     | 3     | 28    | 2     | 13    | 184   | 12       | .265  | .319     | .494     | .813  |
| 2022      | DET       | 144   | 590   | 555   | 64    | 132   | 27       | 4        | 17       | 218   | 67    | 9     | 2        | 0     | 3     | 26    | 1     | 6     | 147   | 13       | .238  | .278     | .393     | .671  |
| 2023      | DET       | 136   | 547   | 510   | 58    | 113   | 18       | 4        | 9        | 166   | 59    | 12    | 0        | 0     | 3     | 24    | 0     | 9     | 125   | 12       | .222  | .267     | .325     | .593  |
| 2024      | DET       | 80    | 289   | 272   | 25    | 50    | 12       | 0        | 6        | 80    | 37    | 8     | 1        | 0     | 3     | 12    | 1     | 2     | 69    | 10       | .184  | .221     | .294     | .515  |
| MLB：11年 | MLB：11年 | 1222  | 4681  | 4377  | 598   | 1099  | 217      | 27       | 181      | 1913  | 628   | 110   | 33       | 8     | 24    | 218   | 34    | 52    | 1294  | 104      | .251  | .293     | .437     | .730  |

- 2024年度シーズン終了時
- 各年度の太字はリーグ最高

### WBCでの打撃成績
| 年 度 | 代 表        | 試 合 | 打 席 | 打 数 | 得 点 | 安 打 | 二 塁 打 | 三 塁 打 | 本 塁 打 | 塁 打 | 打 点 | 盗 塁 | 盗 塁 死 | 犠 打 | 犠 飛 | 四 球 | 敬 遠 | 死 球 | 三 振 | 併 殺 打 | 打 率 | 出 塁 率 | 長 打 率 |
| ----- | ------------ | ----- | ----- | ----- | ----- | ----- | -------- | -------- | -------- | ----- | ----- | ----- | -------- | ----- | ----- | ----- | ----- | ----- | ----- | -------- | ----- | -------- | -------- |
| 2017  | プエルトリコ | 7     | 29    | 27    | 4     | 8     | 1        | 0        | 1        | 12    | 5     | 4     | 0        | 0     | 0     | 1     | 1     | 1     | 5     | 2        | .296  | .345     | .444     |
| 2023  | プエルトリコ | 5     | 19    | 19    | 4     | 7     | 3        | 0        | 1        | 13    | 6     | 1     | 0        | 0     | 0     | 0     | 0     | 0     | 3     | 1        | .368  | .368     | .684     |

- 太字は大会最高

### 年度別守備成績
内野守備
| 年 度 | 球 団 | 一塁（1B） | 一塁（1B） | 一塁（1B） | 一塁（1B） | 一塁（1B） | 一塁（1B） | 二塁（2B） | 二塁（2B） | 二塁（2B） | 二塁（2B） | 二塁（2B） | 二塁（2B） | 三塁（3B） | 三塁（3B） | 三塁（3B） | 三塁（3B） | 三塁（3B） | 三塁（3B） | 遊撃（SS） | 遊撃（SS） | 遊撃（SS） | 遊撃（SS） | 遊撃（SS） | 遊撃（SS） |
| 年 度 | 球 団 | 試 合      | 刺 殺      | 補 殺      | 失 策      | 併 殺      | 守 備 率   | 試 合      | 刺 殺      | 補 殺      | 失 策      | 併 殺      | 守 備 率   | 試 合      | 刺 殺      | 補 殺      | 失 策      | 併 殺      | 守 備 率   | 試 合      | 刺 殺      | 補 殺      | 失 策      | 併 殺      | 守 備 率   |
| ----- | ----- | ---------- | ---------- | ---------- | ---------- | ---------- | ---------- | ---------- | ---------- | ---------- | ---------- | ---------- | ---------- | ---------- | ---------- | ---------- | ---------- | ---------- | ---------- | ---------- | ---------- | ---------- | ---------- | ---------- | ---------- |
| 2014  | CHC   | -          | -          | -          | -          | -          | -          | 25         | 60         | 51         | 5          | 18         | .957       | -          | -          | -          | -          | -          | -          | 30         | 45         | 89         | 5          | 22         | .964       |
| 2015  | CHC   | 1          | 0          | 0          | 0          | 0          | ----       | 17         | 13         | 16         | 1          | 7          | .967       | 11         | 5          | 19         | 1          | 1          | .960       | 8          | 7          | 14         | 0          | 3          | 1.000      |
| 2016  | CHC   | 6          | 18         | 4          | 0          | 1          | 1.000      | 59         | 88         | 127        | 6          | 23         | .973       | 62         | 27         | 91         | 7          | 4          | .944       | 25         | 40         | 61         | 2          | 13         | .981       |
| 2017  | CHC   | 4          | 1          | 0          | 0          | 1          | 1.000      | 80         | 105        | 132        | 4          | 33         | .983       | 8          | 8          | 11         | 0          | 2          | 1.000      | 73         | 91         | 165        | 11         | 39         | .959       |
| 2018  | CHC   | 1          | 1          | 0          | 0          | 0          | 1.000      | 104        | 163        | 204        | 6          | 60         | .984       | 22         | 11         | 36         | 3          | 7          | .940       | 65         | 67         | 155        | 8          | 29         | .965       |
| 2019  | CHC   | -          | -          | -          | -          | -          | -          | -          | -          | -          | -          | -          | -          | 1          | 2          | 3          | 0          | 0          | 1.000      | 129        | 165        | 366        | 15         | 88         | .973       |
| 2020  | CHC   | -          | -          | -          | -          | -          | -          | -          | -          | -          | -          | -          | -          | -          | -          | -          | -          | -          | -          | 56         | 86         | 159        | 8          | 34         | .968       |
| 2021  | CHC   | -          | -          | -          | -          | -          | -          | -          | -          | -          | -          | -          | -          | -          | -          | -          | -          | -          | -          | 88         | 134        | 240        | 18         | 51         | .954       |
| 2021  | NYM   | -          | -          | -          | -          | -          | -          | 35         | 58         | 64         | 4          | 18         | .968       | -          | -          | -          | -          | -          | -          | 12         | 18         | 23         | 2          | 2          | .953       |
| '21計 | NYM   | -          | -          | -          | -          | -          | -          | 35         | 58         | 64         | 4          | 18         | .968       | -          | -          | -          | -          | -          | -          | 100        | 152        | 263        | 20         | 53         | .954       |
| 2022  | DET   | -          | -          | -          | -          | -          | -          | -          | -          | -          | -          | -          | -          | -          | -          | -          | -          | -          | -          | 133        | 187        | 354        | 26         | 76         | .954       |
| 2023  | DET   | -          | -          | -          | -          | -          | -          | -          | -          | -          | -          | -          | -          | -          | -          | -          | -          | -          | -          | 130        | 153        | 324        | 19         | 70         | .962       |
| 2024  | DET   | -          | -          | -          | -          | -          | -          | -          | -          | -          | -          | -          | -          | -          | -          | -          | -          | -          | -          | 80         | 122        | 189        | 9          | 39         | .972       |
| MLB   | MLB   | 12         | 20         | 4          | 0          | 2          | 1.000      | 320        | 487        | 594        | 26         | 159        | .977       | 104        | 53         | 160        | 11         | 14         | .951       | 829        | 1115       | 2139       | 123        | 466        | .964       |

外野守備
| 年 度 | 球 団 | 左翼（LF） | 左翼（LF） | 左翼（LF） | 左翼（LF） | 左翼（LF） | 左翼（LF） | 右翼（RF） | 右翼（RF） | 右翼（RF） | 右翼（RF） | 右翼（RF） | 右翼（RF） |
| 年 度 | 球 団 | 試 合      | 刺 殺      | 補 殺      | 失 策      | 併 殺      | 守 備 率   | 試 合      | 刺 殺      | 補 殺      | 失 策      | 併 殺      | 守 備 率   |
| ----- | ----- | ---------- | ---------- | ---------- | ---------- | ---------- | ---------- | ---------- | ---------- | ---------- | ---------- | ---------- | ---------- |
| 2016  | CHC   | 2          | 0          | 0          | 0          | 0          | ----       | -          | -          | -          | -          | -          | -          |
| 2017  | CHC   | -          | -          | -          | -          | -          | -          | 1          | 0          | 0          | 0          | 0          | ----       |
| 2020  | CHC   | 1          | 0          | 0          | 0          | 0          | ----       | -          | -          | -          | -          | -          | -          |
| MLB   | MLB   | 3          | 0          | 0          | 0          | 0          | ----       | 1          | 0          | 0          | 0          | 0          | ----       |

- 2024年度シーズン終了時
- 各年度の太字はリーグ最高
- 各年度の太字年はゴールドグラブ賞受賞

### タイトル
- 打点王：1回（2018年）

### 表彰
MLB
- シルバースラッガー賞（二塁手部門）：1回（2018年）
- ゴールドグラブ賞（遊撃手部門）：1回（2020年）
- フィールディング・バイブル・アワード：3回（2016年 - 2018年・複数ポジション枠[70]）
- ナショナルリーグ・リーグチャンピオンシップシリーズMVP：1回（2016年）
- プレイヤー・オブ・ザ・ウィーク：1回（2018年6月25日 - 7月1日）

国際大会
- オールWBCチーム：2回（二塁手部門：2017年、2023年）

### 記録
MiLB
- オールスター・フューチャーズゲーム選出：1回（2014年）

MLB
- MLBオールスターゲーム選出：3回（2018年、2019年、2025年）

### 諸記録
- 単独ホームスチール：1回（2017年8月30日）

### 背番号
- 9（2014年 - 2021年途中）
- 23（2021年途中 - 同年終了）
- 28（2022年 - ）

### 代表歴
- 2017 ワールド・ベースボール・クラシック・プエルトリコ代表
- 2023 ワールド・ベースボール・クラシック・プエルトリコ代表